# Siegfried Tann
Siegfried Tann (* 3. März 1942 in Oberglogau bei Neustadt in Oberschlesien) ist ein Kommunalpolitiker (CDU). 

## Leben
Der Diplom-Verwaltungswirt (FH) und Betriebswirt (VWA) war von 1971 bis 1985 Bürgermeister der Gemeinde Meckenbeuren und ab 1985 Landrat des Bodenseekreises. 
Am 31. März 2007 trat er altershalber in den Ruhestand.
| Personendaten    | Personendaten                     |
| ---------------- | --------------------------------- |
| NAME             | Tann, Siegfried                   |
| KURZBESCHREIBUNG | deutscher Kommunalpolitiker (CDU) |
| GEBURTSDATUM     | 3. März 1942                      |
| GEBURTSORT       | Oberglogau, Oberschlesien         |